# Goolengook River
Der Goolengook River ist ein Fluss im östlichen Gippsland im Osten des australischen Bundesstaates Victoria.
Er entspringt unterhalb des Mount Ellery im südlichen Errinundra-Nationalpark in einer Höhe von 444 Meter und mündet in den Bemm River.